# 北海道道496号下居边高岛停车场线
北海道道496号下居边高岛停车场线（日语：北海道道496号下居辺高島停車場線）是一条位于北海道十胜综合振兴局管内河東郡士幌町和中川郡池田町的普通道级道路（北海道道）。

## 道路概况
- 起点：北海道河東郡士幌町下居边
- 終点：北海道中川郡池田町高島（旧北海道池北高原铁道高岛站）
- 总距离：19.9千米

## 经过的自治体
- 十勝综合振兴局
  - 河東郡士幌町
  - 中川郡池田町

## 主要连接道路
- 北海道道134号本別士幌线（起点）
- 国道242号（池田町高島 - 池田町高島）：重複
- 北海道道237号池田停车场高岛线（池田町高島 - 池田町高島）：重複

## 历史
- 1965年（昭和40年）3月26日 - 路線勘定（北海道告示第553号）

## 沿線
- 道之驿池北温泉